# One of the Rabble
One of the Rabble è un cortometraggio muto del 1913. Il nome del regista non viene riportato nei titoli.

## Produzione
Prodotto dalla Eclair American.

## Distribuzione
Il film uscì nelle sale cinematografiche USA l'8 ottobre 1913, distribuito dall'Universal Film Manufacturing Company.